# Metachroma quercatum
Metachroma quercatum es una especie de escarabajo de la hoja perteneciente al género Metachroma, categorizada en la tribu Typophorini, de la subfamilia Eumolpinae. Fue descrita por Johan Christian Fabricius en 1801.
Parte de la dieta de Metachroma quercatum se compone de diversidad de plantas del género Quercus.

## Descripción
Mide 3,2-4,2 mm de longitud.

## Distribución
Se distribuye por América del Norte: en los Estados Unidos, en los estados de Texas, Florida, Nueva York y Kansas.